# Racisme au Brésil

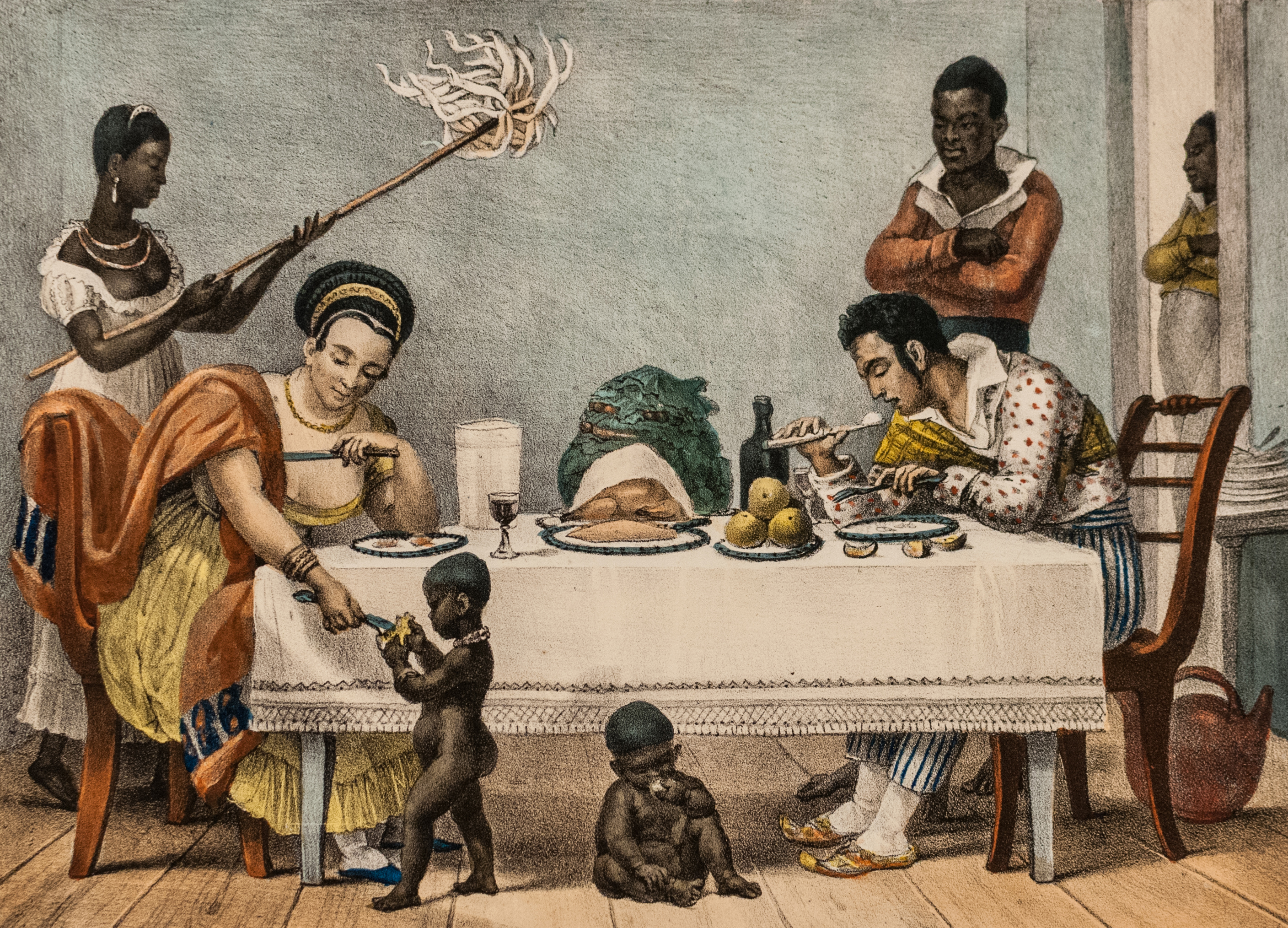
Le dîner, Après le dîner loisirs, une lithographie de 1839 qui met en évidence la grande division entre maître et serviteur. Elle est l’œuvre de l’artiste français Jean-Baptiste Debret (1768-1848), qui a passé 15 ans au Brésil à étudier la vie quotidienne d’une société construite sur l’⁣esclavage.

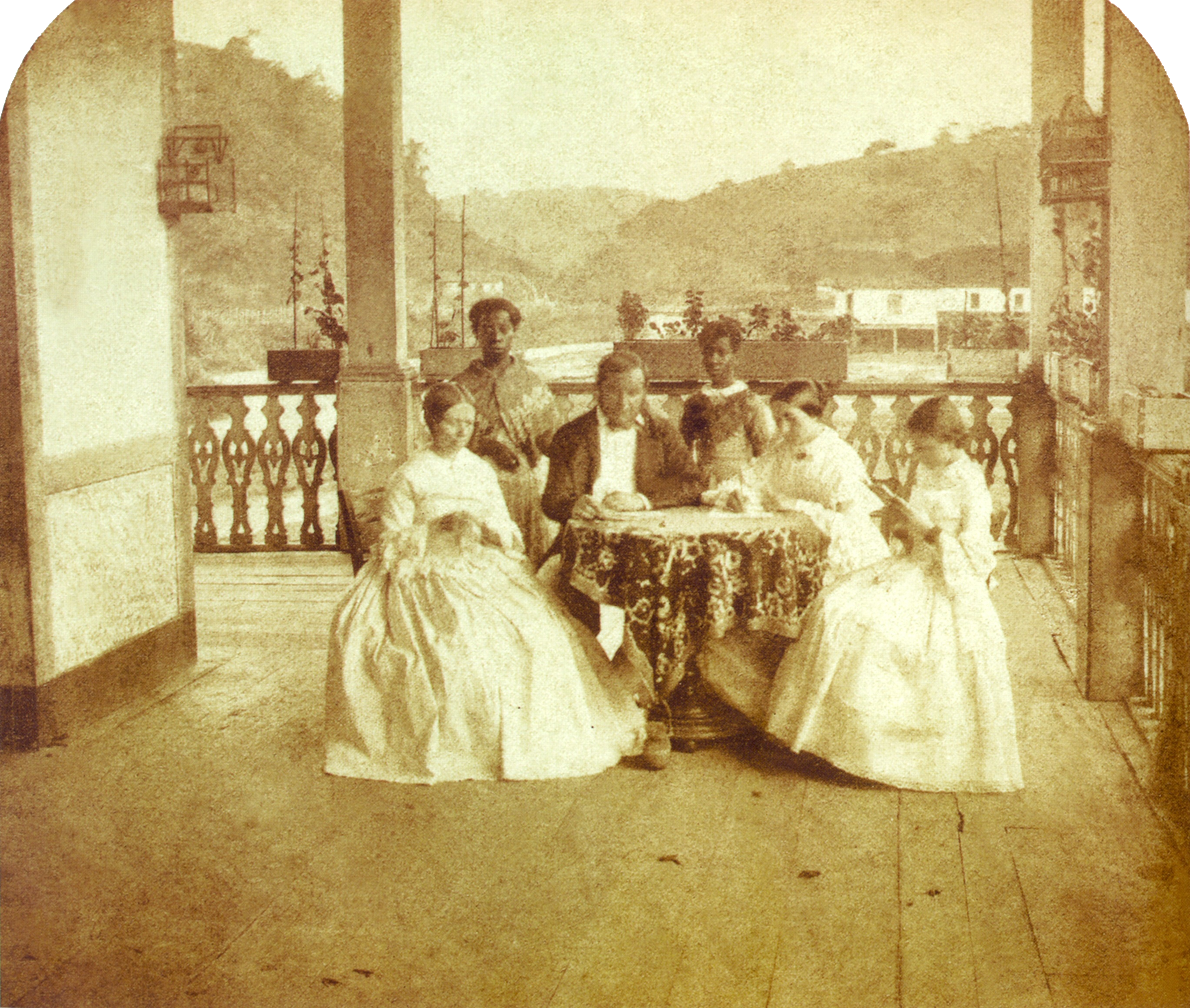
Une famille de Brésiliens blancs et leurs esclaves domestiques, Empire du Brésil, v., 1860.

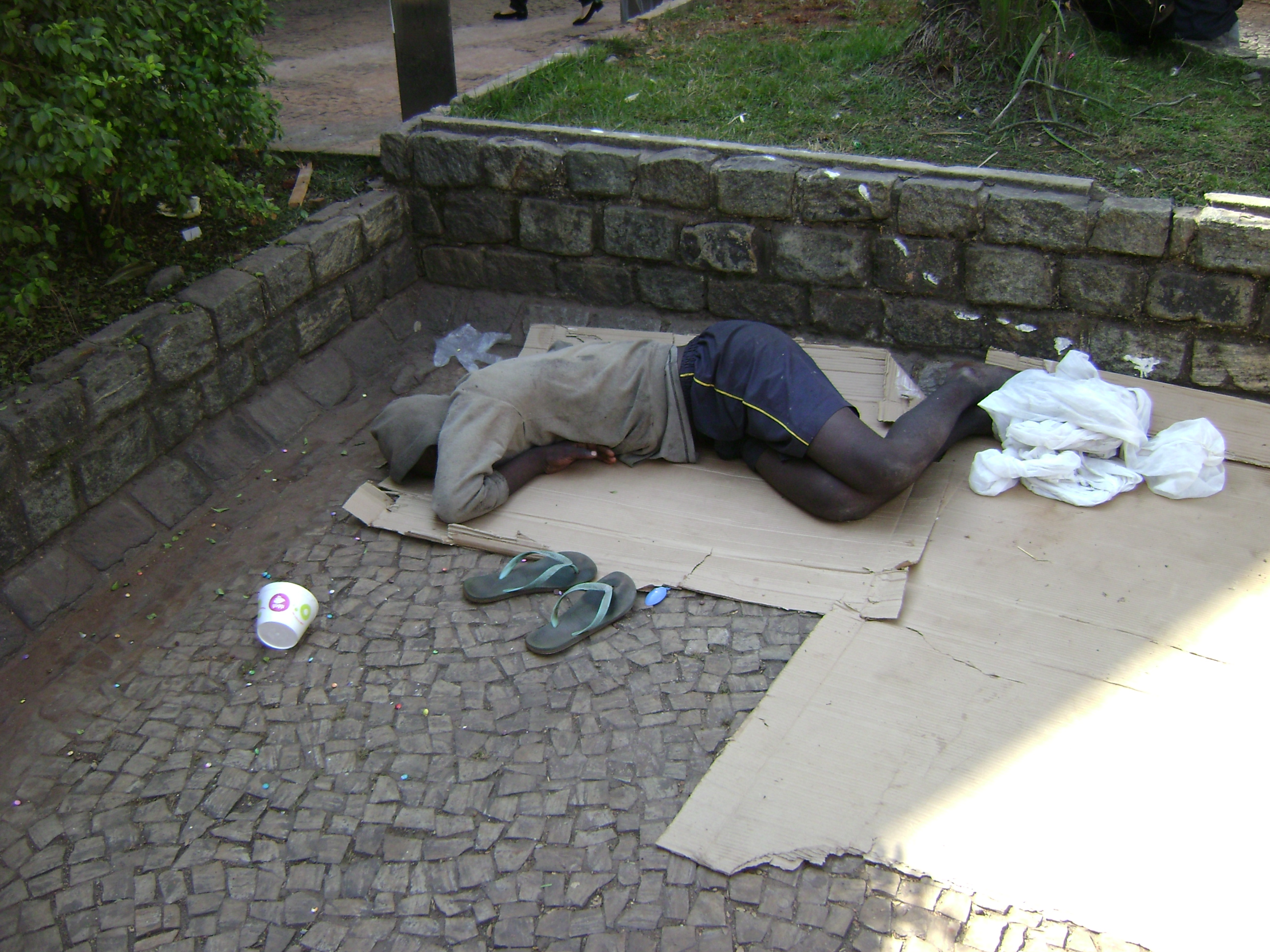
Sans- abri noir à Belo Horizonte.

Le racisme au Brésil est un problème majeur depuis l’⁣ère coloniale et esclavagiste.
Il fut imposé par les colonisateurs portugais. Une enquête publiée en 2011 indique que 63,7 % des Brésiliens pensent que la race interfère avec la qualité de vie des citoyens. Pour la plupart des 15 000 personnes interrogées, la différence entre la vie des communautés blanches et celles des non-blancs est évidente. Ces personnes affirment que la différence entre communauté est présente dans les domaines du travail (71 %), dans les questions liées à la justice et à la police (68,3 %) et dans les relations sociales (65 %). Le terme d’apartheid social peut être utilisé pour décrire les inégalités économiques au Brésil. Il établit un parallèle avec la séparation des populations blanches et noires dans la société sud-africaine, sous le régime de l'Apartheid. Le résultat de l’enquête, préparée en 2008, montre que, bien qu’ils représentent la moitié de la population brésilienne, les personnes de couleur de peau noire ont élu un peu plus de 8 % des 513 représentants choisis lors des dernières élections.
Selon les données de l’enquête mensuelle sur l'emploi de 2015, les travailleurs de couleur de peau noire gagnaient en moyenne 59,2 % des revenus que gagnent les populations blanches. Cela peut également s'expliquer par la différence d'éducation entre ces deux groupes. Par ailleurs, selon une étude réalisée par l’Ipea, les personnes de couleur de peau noire ont 2,32 fois plus de chance d'être assassinées par rapport aux personnes de couleur de peau blanche.

## Histoire
Le racisme au Brésil est hérité de l'histoire esclavagiste du pays. Depuis le XVe siècle jusqu'en 1888, date de l'abolition de l'esclavage au Brésil, le pays est celui qui accueille le plus d'esclaves africains de tout le continent américain : durant cette période, quelque 5,8 millions ont été déportés d'Afrique vers ce pays. Leurs conditions d'existence et de travail sont éprouvantes et les châtiments corporels nombreux (masque de fer, tronc, fouet). Cependant, le métissage et les affranchissements sont assez nombreux au Brésil.
Après l'abolition de la traite négrière en 1850, l'idée se répand d'une bonne cohabitation des différentes communautés au Brésil. Pourtant, les nombreuses révoltes d'esclaves montrent que les relations sont tendues entre les maîtres et les esclaves. A la fin du XIXe siècle, les théories racialistes sont importées d'Europe vers le Brésil : plusieurs universitaires brésiliens relaient les idées du suprémaciste Arthur de Gobineau. Ce dernier fait d'ailleurs un voyage au Brésil et se dit dégouté du métissage à l'oeuvre dans ce pays. A la fin du XIXe siècle et au début du XXe siècle, les élites brésiliennes encouragent l'immigration européenne pour des motifs économiques, mais aussi dans le but de « blanchir » la population brésilienne.

## Le racisme dans le Brésil contemporain
En 1978 est créé le Mouvement noir unifié sur le modèle du Black Power américain pour dénoncer le racisme contre les Noirs au Brésil. De nos jours, le racisme et ses violences font partie du quotidien des Brésiliens. Les métis et les Noirs font l'objet de nombreuses discriminations. Ils sont davantage touchés par la pauvreté, la maladie et la violence et sont moins nombreux dans les universités que les Blancs. L'élection de Jair Bolsonaro en 2018 multiplie les discours politiques racistes.